# Trykkefrihed
Trykkefrihed er en del af ytringsfriheden og indebærer en ret til at trykke og sprede information og synspunkt frit. Trykkefrihed er en af demokratiets grundlæggende egenskaber. Hver indbygger i en stat med trykkefrihed har ret til at sprede sine synspunkter i pressen og på andet trykt medie, så længe de ikke bryder nogen anden lov, der begrænser trykkefriheden. Trykkefriheden er således tæt forbundet med ytringsfriheden.
Den 3. maj er den International dag for pressefrihed, indstiftet af FN.

## Trykkefrihed i Danmark
Indførelse af bogtrykkerkunsten gav mulighed for at trykke og distribuere information, der kunne spredes til et stor målgruppe og som kunne bevares. Kontrol med trykkeri har således fra et tidligt tidspunkt påkaldt sig interese, og i Danmark er allerede i Christian 5.'s Danske Lov i 2-21-1 indført forbud mod at udgive trykte skrifter med mindre disse forinden var godkendt. Denne censur blev ophævet i 1770 af Struensee kort efter sin tiltrædelse som etatsråd under og rådgiver for den psykisk syge kong Christian 7.. Struenses ophævelse af censuren og indførelse af trykkefriheden indledte den periode, der kaldes Trykkefrihedstiden. Indførelsen af trykkefriheden i 1770 var resultatet af strømninger i Europa, hvor der var opstået voksende utilfredshed med de enevældige styreformer. Den ubegrænsede trykkefrihed viste sig imidlertid hurtigt at være ubelejlig, at den blev anvendt til at udgive kritik af regeringen, Struense og samfundsordene, hvorfor der kort efter blev indført regler for, hvad der kunne trykkes, og hvad der ikke kunne trykkes. Efter Struenses fald i 1772 blev indført en nøje kontrol med hvad der blev trykt, og selv om der ikke var formel censur, skulle skrifter imidlertid godkendes af censorer, der havde udstrakt adgang til at redigere i tekterne og som kunne forbyde udgivelserne.
Efter den franske revolution i 1789 ønskede den envældige konge Frederik 6. at sikre sig yderlige kontrol med, hvilke skrifter, der blev trykt og udgivet. Dette ledte til udstedelsen af Trykkefrihedsforordningen af 1799, der af titel antydede trykkefrihed, men hvis indhold reelt var en genindførelse af censuren. Først ved Grundloven, der blev vedtaget i 1849, blev genindført en generel trykkefrihed der formuleredes således:
| Citat | § 77 Enhver er berettiget til på tryk, i skrift og tale at offentliggøre sine tanker, dog under ansvar for domstolene. Censur og andre forebyggende forholdsregler kan ingen sinde på ny indføres. | Citat |
|       | |       |